# Riveristalsperre
Die Riveristalsperre dient hauptsächlich der Stadt Trier und den Gemeinden Gutweiler, Korlingen und Sommerau zur Trinkwasserversorgung. Die Talsperre liegt in der Nähe von Riveris und Osburg am Rande des Osburger Hochwaldes und des Ruwertals im Landkreis Trier-Saarburg in Rheinland-Pfalz. Der größte Teil des Stausees liegt im Gemeindegebiet von Osburg, der untere Bereich mit der Staumauer im Gemeindegebiet von Riveris und ein schmaler Saum am südlichen Zipfel im Gemeindegebiet von Bonerath. Um die Talsperre führt ein Rundweg mit einer Länge von 7,9 Kilometern.
Das Einzugsgebiet der Riveristalsperre ist ca. 22 km² groß und als Trinkwasserschutzgebiet ausgewiesen. Die Riveristalsperre staut unter anderem die Riveris und den Thielenbach auf und fasst bis zu 4,7 Millionen Kubikmeter Wasser. Der Stausee hat eine jährliche Zuflussmenge von rund 11 Mio. m³ Wasser und ist bis zu 42 Meter tief. Das Rohwasser wird mit einem beweglichen Entnahmearm entnommen und über ca. 6 Kilometer zur Trinkwasseraufbereitungsanlage Trier-Irsch transportiert. Dort wird das Wasser auf Grund des Gefälles zwischen der Talsperre und der Anlage erst zur Stromgewinnung genutzt, bevor es zu Trinkwasser aufbereitet wird.
Der Staudamm der Riveristalsperre ist 178 Meter breit und besteht in erster Linie aus Tal- und Hangschotter. An den beiden Stauwurzeln befinden sich Vorsperren, deren Bauwerke 9 m hohe Erddämme sind.

## Geschichte
Bis zum Bau der Talsperre befand sich dort die Osburger Mühle. Die Arbeiten an der Riveristalsperre begannen am 13. Oktober 1954. Im Tal der Riveris wurde der 47 Meter hohe Erddamm mit Bitumendichtung (Asphaltbeton-Außendichtung) errichtet. Nach einem Probestau der Talsperre am 17. Januar 1957 wurde die Talsperre am 13. Juni 1958 offiziell in Betrieb genommen. Anfang der 1980er Jahre wurden erste Modernisierungsarbeiten am Staudamm durchgeführt. Die Asphaltdichtung im oberen Teil des Staudamms wurde 2001 erneuert. Im Herbst 2007 wurde ein höhenverstellbarer Entnahmearm eingebaut.
Im Juni 2018 begann der Bau des „Regionalen Verbundsystem Westeifel“. Dieses beinhaltet unter anderem eine 83 km lange Leitung zur Oleftalsperre in Nordrhein-Westfalen. Die  Umsetzung der zahlreichen Einzelabschnitte ist bis 2023 geplant. Auf dem Weg werden einige Grundwasserbrunnen angeschlossen. Damit soll die Trinkwasserversorgung sichergestellt und das natürliche Gefälle zur Stromerzeugung genutzt werden.

## Bilder

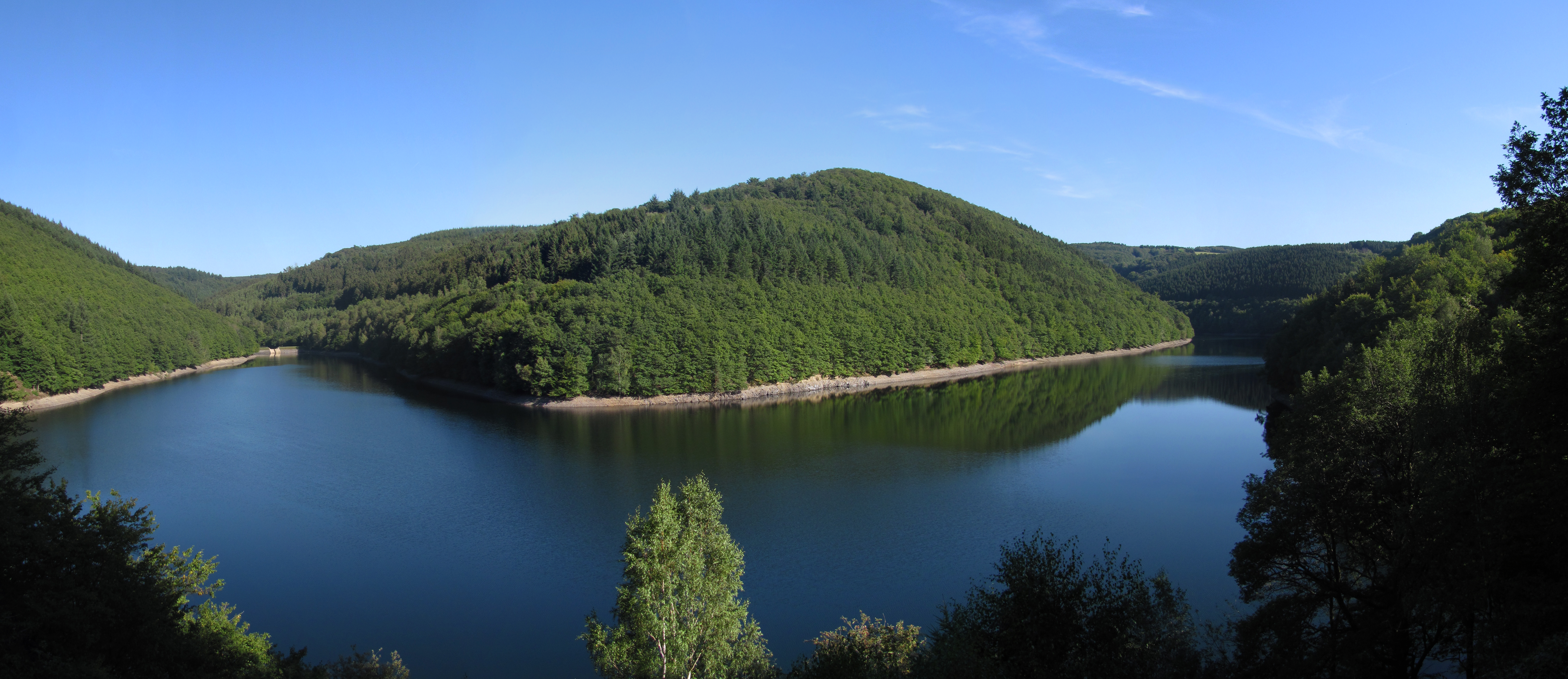
Blick vom westlichen Ufer nahe Staumauer
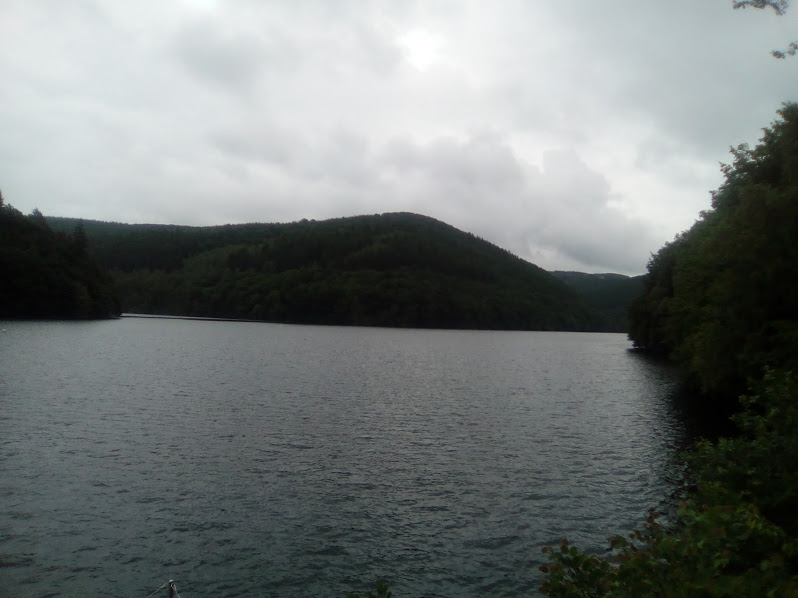
Blick vom östlichen Ufer
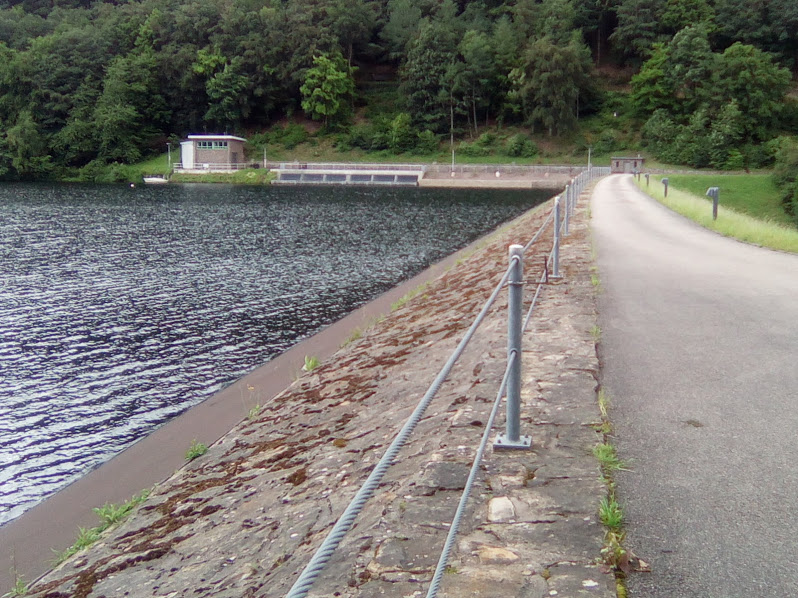
Blick über den Damm aus westlicher Richtung
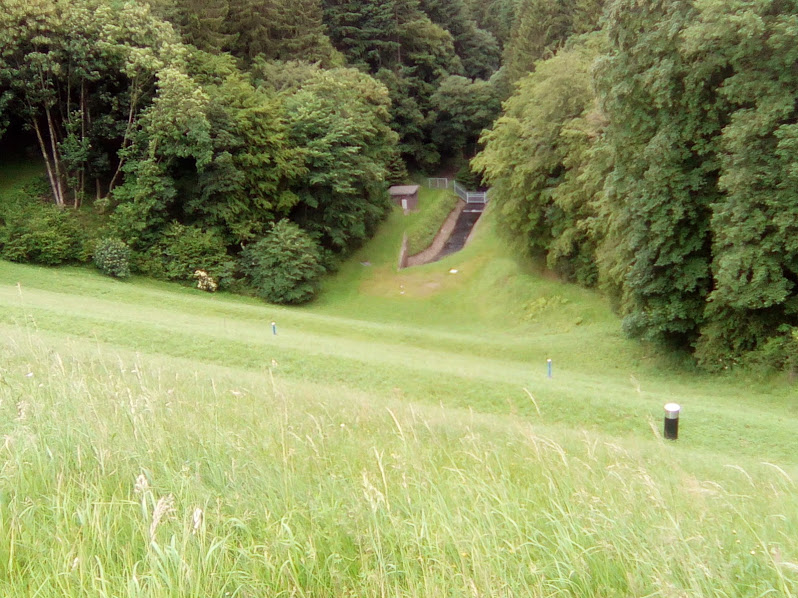
Blick von der Dammkrone